# ロベルト・カルヴィ
ロベルト・カルヴィ（Roberto Calvi、1920年4月13日 – 1982年6月17日（遺体発見日））は、イタリアの銀行家。バチカンの資金管理を行う銀行であったアンブロシアーノ銀行の頭取であったことから、「教皇の銀行家」と呼ばれていた。

## 生涯

### 生い立ち
イタリアのミラノ生まれ。イタリアを代表する大学の1つとして知られるミラノ大学卒業後の1947年に、イタリアの国立銀行の1つであるバンカ・ナツィオナーレ・デル・ラヴォーロの子会社で、バチカン銀行（正式名称は「宗教事業協会」、Instituto per le Opere di Religioni/IOR）の資金管理を行うイタリアのアンブロシアーノ銀行に入行した。

### ロッジP2
その後は行内で順調に出世の階段を上がり、1971年には投資部門の責任者になり、バミューダやパナマなどでのオフショア取引を進めるなど積極的な事業展開を進めた。
また、1969年には、ネオ・ファシストの極右政党であるMSIやCIAと深い関係を持っていたリーチオ・ジェッリが代表を務めるフリーメイソンの「ロッジP2（Propaganda Due）」の会員となり、ジェッリを通じて、バチカン銀行の財政顧問も務めた弁護士で、自らが経営するミラノのプライベートバンクを通じてマフィアのマネーロンダリングを行っていたミケーレ・シンドーナとの関係を結んだ。
なおシンドーナは、第二次世界大戦後から、ラッキー・ルチアーノやジョー・アドニス、ヴィト・ジェノヴェーゼらのアメリカのイタリア系マフィアや、サルヴァトーレ・リイナなどのシシリア系マフィアなどのマネーロンダリングを手掛けていたことで知られていた他、これらの「裏世界」の人間だけではなく、バチカン銀行総裁でアメリカのシカゴ出身のポール・マルチンクス大司教や、さらにマルチンクス大司教と昵懇の仲で、マフィアと関係の深かったジョン・F・ケネディとも親しく、さらにリチャード・ニクソン政権の財務長官を務めた銀行家のデヴィッド・M・ケネディなどの「表」の人物とも深い関係にあった。
また、マルチンクス大司教もアメリカ在住時から、「ロッジP2」のメンバーのマフィア関係者との深い関係が噂されていた他、1978年8月の法皇就任時に、バチカン銀行の改革（マルチンクス大司教の追放とアンブロシアーノ銀行との関係見直しを含む）を表明していたものの、就任後わずか33日で急逝したヨハネ・パウロ1世の「暗殺」にも関与していたと噂されていた。

### アンブロシアーノ銀行頭取
その後はシンドーナとともに、マルチンクス大司教の庇護の下、バチカン銀行を経由してマフィア絡みのマネーロンダリングと不正融資を率先して行い、1975年にはアンブロシアーノ銀行の頭取に就任した。
しかし、1974年にシンドーナが経営していたプライベートバンクが、3億アメリカドルを超える負債を抱え経営が悪化したことや、同じくシンドーナが経営権を持っていたアメリカのフランクリン・ナショナル・バンクも同時に経営状況が悪化したことを受けて、イタリアの財政局がシンドーナに対し横領罪での調査を進めた。シンドーナは逮捕を逃れるべくアメリカへ逃亡したものの、1976年にニューヨークで逮捕され23件に上る横領罪で起訴された。
なおカルヴィは、シンドーナが逮捕された際に、約50万アメリカドルの保釈金を支払うようにシンドーナから依頼されたが、これをかたくなに無視し続けたため、このことに激怒したシンドーナがイタリアやアメリカのマスコミに対してカルヴィの「犯行」を暴露するなど関係が悪化した（シンドーナは3年間イタリアで服役した後に釈放されたが、1979年10月にニューヨークで誘拐事件の自作自演を行った末に再び逮捕された）。

### 破綻
この様な状況下におかれたものの、ヨハネ・パウロ1世を継いで1978年10月に第264代ローマ教皇となったヨハネ・パウロ2世が、急死した前任者と打って変わってバチカン銀行の改革に熱心でなかったこともあり、その後もカルヴィは、マルチンクス大司教の庇護の下バチカン銀行を経由したマフィア絡みのマネーロンダリングと不正融資を続けた。
しかしその後、アンブロシアーノ銀行を経由した不明朗な資金の流れは、イタリア政府関係者やイタリアをはじめとする各国のマスコミの疑念を呼ぶこととなり、1981年から1982年にかけてイタリア中央銀行による大規模な査察を受けた結果、およそ10-15億アメリカドルに上る使途不明金を抱えていたことが明らかになり、1982年5月に破綻した。
なおカルヴィは、アンブロシアーノ銀行の破綻とそれに伴うイタリア議会の公聴会への招聘の直前に、何者かの助力を受けて偽造パスポートを使い、イタリア国外に逃亡していた。

### 「首吊り死体」発見

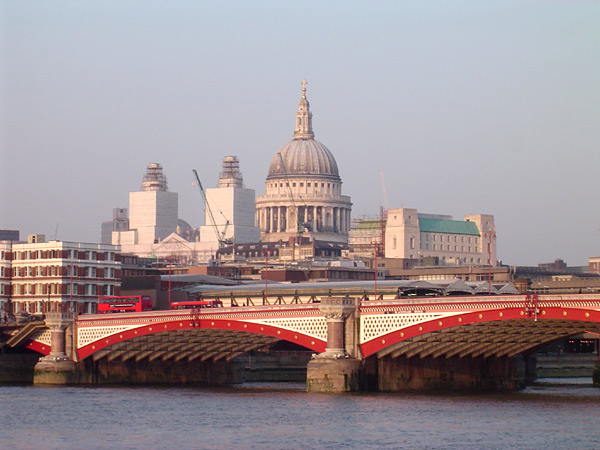
ブラックフライアーズ橋

その後国際手配され、各国の当局やマスコミから身柄を追われていたカルヴィが、1982年6月17日の未明に、イギリスの首都、ロンドンのテムズ川にかかるブラックフライアーズ（「黒衣の修道士」の意味）橋の下の塗装工事現場で、郵便局員に「首吊り死体」の姿で発見されたため、当事者のバチカンとイタリア、イギリスの各政府のみならず、全世界を揺るがす大騒動となった。しかし、カルヴィの死体が発見された当時は、単なる自殺であるということで片付けられた。

### 他殺
しかしロンドンの中央に位置するブラックフライアーズ橋の塗装工事現場に、まるで見せしめのように死体が吊るされていたことや、死体の位置が自ら首を吊ったとするには無理がある状況であったり、なぜか衣服のポケットに別の場所で入れられたと見られるポンドやドル、リラなど1万6千ポンド相当の金や、石や煉瓦が入っていたりと、死体の状況が単なる自殺とはかけ離れた状況であることから、その後遺族らによって再捜査を依頼されたロンドン警視庁が再捜査を開始した。
最終的に1992年に他の場所で殺したのちにボートでブラックフライアーズ橋に運んだとする、他殺であると判断された。また、イタリア警察当局も2003年7月にカルヴィの遺族の依頼により遺体を掘り起こし再鑑定した結果、「他殺され発見現場に運ばれた」との判断を下しており、現在はイギリスのみならずイタリアでも他殺されたとの認識が一般的である。なお、カルヴィの墓には、死去した場所として「ロンドン」と書かれている。

## 捜査と裁判

### 噂

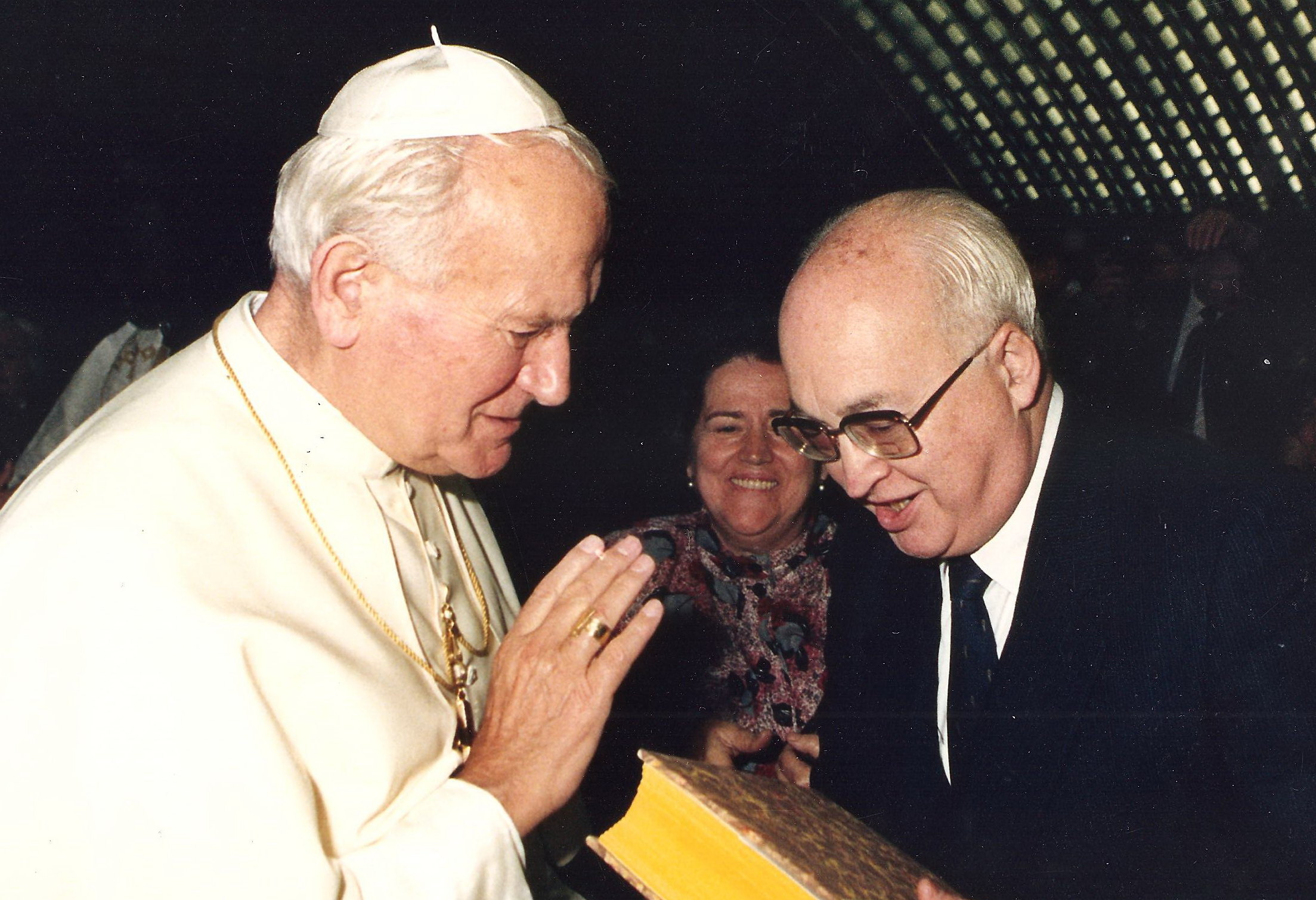
ヨハネ・パウロ2世（左）

アンブロシアーノ銀行破綻とそれに続くカルヴィ暗殺事件には、マルチンクス大司教をはじめとするバチカン関係者やイタリア政財界のみならず、「ロッジP2」のジェッリ代表やマフィア関係者、ユダヤ系金融家で大富豪のジェームズ・ゴールドスミス、果ては事件当時のローマ教皇であったヨハネ・パウロ2世とともに、出身国であるポーランドの反体制（=反共産主義政府）組織である「連帯」を資金援助していたCIAに至るまで、様々な組織の関与が噂された。
なお、暗殺の直接的な理由として、「アンブロシアーノ銀行破綻と、その主因であるマネーロンダリングや不正融資における中心人物であったカルヴィの口封じ」や、「アンブロシアーノ銀行破綻により、多額の資金を失うことになったマフィアやイタリア政界上層部による復讐」など多くの理由が噂された。

### 「ロッジP2」とジェッリ代表

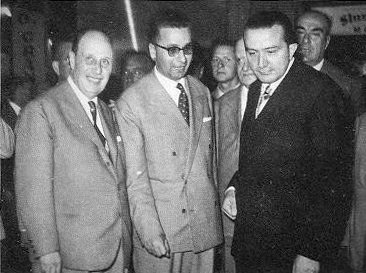
リーチオ・ジェッリとジュリオ・アンドレオッティ首相

事件に先立つ1981年3月に、アンブロシアーノ銀行の使途不明金に対する関与や、1980年に起きたボローニャ駅爆破テロ事件を含む複数の極右テロへの関与などの容疑でイタリア当局に逮捕状が出されていた「ロッジP2」のジェッリ代表のナポリの別宅をイタリア警察が捜索した際に、「ロッジP2」に、第二次世界大戦後の王制廃止により亡命生活を余儀なくされていたヴィットーリオ・エマヌエーレ・ディ・サヴォイア元イタリア王国王太子をはじめ、30人の現役将軍、38人の現役国会議員、4人の現役閣僚、更には情報部員や後にイタリア首相となるシルヴィオ・ベルルスコーニやカルヴィ、シンドーナなどの実業家、大学教授など932人のメンバーがいることがジェッリ代表が持っていたリストから確認された。
1978年以降はフリーメイソンのロッジとしての認証を取り消され、「認証されないロッジ」となっていた上に、上記のような極右テロを含む数々の罪状でイタリア当局から逮捕状が出されていたジェッリ代表が率いる「ロッジP2」に、多数の政財界の大物や元王太子までがメンバーとなっていたことは大きな批判を呼び、「P2事件」と呼ばれイタリア政財界を揺るがす大スキャンダルとなった。
これらの事態を受けフリーメイソンは、他のロッジに所属しつつ「ロッジP2」のメンバーとして活動していた全てのメンバーを、｢フリーメイソンの名をかたった上で、フリーメイソンにふさわしくない活動を行った｣として1981年10月31日に正式に破門した。また同年12月24日には、アレッサンドロ・ペルティーニ大統領が「ロッジP2」を「犯罪組織」と指名し、議会に調査委員会が発足した。
ジェッリ代表は、当局の捜査が入る前に、逮捕を逃れるためにスイスに逃亡していたが、1982年にジュネーヴで逮捕され、上記の容疑にあわせ、1970年代にトスカーナで発生した25件の極右テロに対する資金的援助の容疑で、イタリアとスイスの裁判所から有罪判決を受け服役した。しかし、その後数回に渡り脱獄と逮捕を繰り返した。なおこれらの一連の脱獄には、ジェッリ代表と親しかったジュリオ・アンドレオッティ首相を含むイタリア政界関係者やマフィアの関与があったとみられている。
なおジェッリ代表は、第二次世界大戦前のベニート・ムッソリーニ政権時代には、ファシスト党の「黒シャツ隊」のメンバーとして知られ、第二次世界大戦終戦後にはドイツの戦犯のアルゼンチンやブラジルなどの南アメリカ諸国への逃亡補助を行った他、冷戦下においても、極右政党でネオ・ファシスト党として知られるMSIの党員や、イタリアにおける共産主義勢力の浸透を抑えるべく奔走していたCIAの協力者となっていた。さらに、アルゼンチンのファン・ペロン大統領とも親しく、「汚い戦争」真っただ中のアルゼンチンの駐イタリア大使館の経済顧問となっていたことも明らかになっている。

### 捜査妨害

アミントレ・ファンファーニ首相（右端）

事件当時のジョヴァンニ・スパドリーニ政権のニーノ・アンドレアッタ財務大臣は、アンブロシアーノ銀行の破綻の責任を追及するために徹底的な調査を行おうとしたものの、マフィアとの関係が噂されたイタリア政界の実力者のアミントレ・ファンファーニ元首相（1982年12月にスパドリーニ政権を継いで再度首相となる）からの抵抗にあいその後まもなく失脚し、ファンファーニが失脚し政界中枢から姿を消す1990年代前半まで、イタリア政界の中枢から距離を置くことを余儀なくされた。
また、カルヴィが暗殺された翌年の1983年には、「アンブロシアーノ銀行の破綻の責任者である」として、バチカン銀行の総裁であったマルチンクス大司教に対してイタリア検察から逮捕状が出たが、その後バチカンという「外国籍」のマルチンクス大司教に対する逮捕状は無効とされ、その後もマルチンクス大司教に捜査の手は及ぶことなく、ヨハネ・パウロ2世の事実上の庇護下で1989年までバチカン銀行の総裁を務めた。

### 相次ぐ関係者の怪死
カルヴィの暗殺前の1979年には、バチカン銀行とアンブロシアーノ銀行の関係と、その投資内容を調査していたイタリア警察の金融犯罪担当調査官のジョルジョ・アンブロゾーリが自宅前で銃撃され暗殺されている他、カルヴィが殺された同月の1982年6月には、アンブロシアーノ銀行の歴代頭取の秘書を務めていたグラツィエラ・コロケルも投身自殺したとされる。
その後1986年3月21日には、アンブロゾーリ調査官の暗殺をマフィアに依頼したとして逮捕、投獄されていた、カルヴィの共犯者でもあったミケーレ・シンドーナがイタリアの刑務所内で服毒自殺したが、他殺が疑われているなど、両行にまつわる不可解な暗殺事件が多発した。

### 関係者による暴露
1991年7月に、イタリアの司法当局への情報提供者と転向したマフィアの構成員のフランチェスコ・マリーノ・マンノイアは、「カルヴィが殺害された原因は、アンブロシアーノ銀行破綻によりマフィアの資金が失われた報復であり、実際にカルヴィを殺害したのは当時ロンドンにいたマフィアのフランチェスコ・ディ・カルロであり、殺害命令を下したのは、マフィアの財政面、主にマネーロンダリングに深く関わったことから『マフィアの財務長官』と呼ばれたジュセッペ・ピッポ・カロと、『ロッジP2』のジェッリ元会長であった」と暴露した。
また、1996年に上記のディ・カルロがイタリアの司法当局の情報提供者へと転向した際には、司法当局の取り調べに対して、自らのカルヴィ殺害についての関与を否定したが、同時に「カルヴィ殺害の為にカロが自分に接触してきたが、依頼を果たすことは出来ず、後にカロに電話をした時には『あの件は既に全部片付いた』と述べていた」との証言を行った。
翌1997年にローマの検察官は、「ローマのマフィアの『バンダ・デッラ・マリアーナ」のボスの1人のエルネスト・ディオタッレーヴィや、ディ・カルロらと関係が深く、カルヴィ自身とも死亡する直前に会っていたことが複数の証人によって確認されているサルデーニャの実業家のフラビオ・カルボーニ、そして前出のカロがカルヴィ殺害に関与している可能性が高い」という結論を出した。

### 裁判
その後もイタリアの司法当局による捜査は続き、2005年4月18日に司法当局は、カロとジェッリ、カルボーニ、ディオタッレーヴィとカルヴィのボディガードだったシルヴァノ・ヴィットールら5人を、カルヴィに対する殺人罪などでローマ地方裁判所に起訴した。なお、彼らが起訴された日は、事件当時のローマ教皇ヨハネ・パウロ2世の死去に伴い、新教皇を選出するためのバチカンの枢機卿たちによる非公開の会議「コンクラーヴェ」が開始された日でもあったため、そのタイミングは大きな論議を呼んだ。
同年10月には裁判が開始され、その後2007年3月に検察官のルカ・テスカローリは、これら5人の被告に対してカルヴィ殺害に関与した容疑で終身刑を求刑した（なおカロは、1984年12月23日にフィレンツェとボローニャ間を走る急行列車の爆破テロを指示した他、64件の殺人罪と麻薬密輸罪など136件の犯罪に関与した容疑で終身刑4回の判決を受け、1987年より服役していた）。
しかし、2007年6月6日にローマ地方裁判所は5人の被告全員に対して「証拠不十分」として無罪判決を下した。この判決内容についてカロは獄中から、「私はカルヴィを殺害することに関心は持たなかった」、「私にはそんな時間もそう思うことも無かった」、「仮に私がカルヴィの死を望んでいたならば、殺害は自分の部下達に任せるだろうと思わないか」。と述べ、自己防御の為の論陣を張った。

### 「オルランディ誘拐事件」
さらに2008年には、カルヴィの息子のカルロ・カルヴィが、バチカンの職員の娘のエマヌエーラ・オルランディが1983年6月22日に誘拐されたものの未解決となっている事件について、「オルランディ誘拐事件は、アンブロシアーノ銀行破綻やカルヴィ暗殺事件へのマフィアの関与についてバチカンが『余計な証言』を行わないように脅迫するために、マフィアによって起こされたものである」との見解を表明した。
なお2008年6月には、ローマを拠点とするマフィアの大ボスの元愛人であるサブリナ・ミナルディが「オルランディ誘拐事件の首謀者はマルチンクス大司教である」という証言を行っている。

## 事件を扱った作品
「霧の会議」（1987年、文藝春秋）
松本清張の小説。フィクションの形式で、カルヴィ（作中では「リカルド・ネルビ」）の変死過程に関する、著者の仮説が描かれている。
「ゴッドファーザーPARTIII」（1990年、アメリカ）
マルチンクス大司教がバチカン銀行の総裁を退任した翌年の1990年に公開されたこの映画において、ロベルト・カルヴィ暗殺事件とヨハネ・パウロ1世の教皇就任直後の突然死が、長年のバチカンとイタリア政界、マフィア3者の癒着を象徴するプロットとして使用された。しかしながら、カトリック教会のみならず、カトリック教国並びにキリスト教にとって一種のタブーである2つの事件の関係を堂々と扱ったことが影響したためか、同作はアカデミー賞にかろうじてノミネートはされたものの、最終的に1部門も賞を得ることは出来なかった（カルヴィは、バチカン銀行のユダヤ系スイス人の「フレデリック・カインジック」という役名になっている。なお、カインジックを演じたのはヴィスコンティ映画で活躍したヘルムート・バーガー）。
「法王の銀行家 ロベルト・カルヴィ暗殺事件」（2002年、イタリア）
事件そのものを扱ったイタリア映画。ジュゼッペ・フェッラーラが監督を務め、オメロ・アントヌッティやジャンカルロ・ジャンニーニなどが出演した。
「ゴルゴ13　聖なる銀行」(2007年)